# Ceraclea njalaensis
Ceraclea njalaensis är en nattsländeart som först beskrevs av Martin E. Mosely 1933.  Ceraclea njalaensis ingår i släktet Ceraclea och familjen långhornssländor. Inga underarter finns listade i Catalogue of Life.